# Bob Newhart
Bob Newhart, właśc. George Robert Newhart (ur. 5 września 1929 w Oak Park, zm. 18 lipca 2024 w Los Angeles) – amerykański komik i aktor. Laureat Złotego Globu, nagrody Emmy i trzech nagród Grammy. Otrzymał sześciokrotnie nominację do nagrody Złotego Globu i pięciokrotnie do nagrody Emmy.
6 stycznia 1999 otrzymał własną gwiazdę w Alei Gwiazd w Los Angeles znajdującą się przy 6381 Hollywood Boulevard.

## Życiorys
Urodził się w Oak Park w Illinois jako syn Julii Pauline (z domu Burns), pielęgniarki, i George’a Davida Newharta, współwłaściciela firmy dostarczającej instalacje wodno-kanalizacyjne. Jego matka była pochodzenia irlandzkiego, a ojciec niemieckiego i irlandzkiego. Używał drugiego imienia „Bob”, aby uniknąć nieporozumień ze swoim ojcem George’em. Nazwisko Newhart jest pochodzenia niemieckiego (Neuhart). Jedna z jego babć pochodziła z St. Catharines w Ontario w Kanadzie. Miał trzy siostry.
Kształcił się w szkołach rzymskokatolickich w rejonie Chicago, w tym w szkole średniej św. Katarzyny ze Sieny w Oak Park, a w 1947 ukończył szkołę średnią College Prep im. św. Ignacego. W 1952 zdobył tytuł licencjata w dziedzinie zarządzania przedsiębiorstwem na Uniwersytecie Loyola w Chicago. Wkrótce został powołany do United States Army i służył w Stanach Zjednoczonych podczas wojny koreańskiej jako urzędnik aż do zwolnienia w 1954. Przez krótki czas uczęszczał do Szkoły Prawa Uniwersytetu Loyola w Chicago, ale nie ukończył studiów, jak stwierdził, częściowo dlatego, że poproszono go o nieetyczne zachowanie podczas stażu.
W 1960 nagrania jego monologów komediowych stały się bestsellerami i zapoczątkował nowy styl komedii, który opierał się na  obserwacji i psychologii. Jego debiutancki  album komediowy The Button-Down Mind of Bob Newhart (1960) został uhonorowany nagrodą Grammy w kategoriach Najlepszy nowy artysta i Album roku, a za album The Button-Down Mind Strikes Back! (1960) otrzymał nagrodę Grammy dla najlepszego albumu komediowego. Od 11 października 1961 do 13 czerwca 1962 występował jako chicagowski psycholog Bob Hartley, który pomagał rzeszom ekscentrycznych pacjentów w programie telewizyjnym nadawanym przez NBC The Bob Newhart Show, który przyniósł mu Złoty Glob dla najlepszego gwiazdora telewizyjnego. Za rolę Arthura Jeffriesa w sześciu odcinkach sitcomu CBS Teoria wielkiego podrywu (2013–2018) w 2013 zdobył nagrodę Emmy.
12 stycznia 1963 zawarł związek małżeński ze scenarzystką telewizyjną Virginią Lillian Quinn, znaną jako Ginny Newhart, która zmarła 23 kwietnia 2023 po długiej chorobie w wieku 82 lat. Mieli dwóch synów – Roberta Williama (ur. 4 listopada 1963) i Timothy’ego oraz dwie córki – Jennifer i Courtney (ur. 2 grudnia 1977).
Zmarł 18 lipca 2024 w swoim domu w Los Angeles w Kalifornii z powodu powikłań po kilku krótkich chorobach w wieku 94 lat.

## Filmografia

### Filmy
- 1970: Paragraf 22 jako major
- 1977: Bernard i Bianka jako Bernard (głos)
- 1990: Bernard i Bianka w krainie kangurów jako Bernard (głos)
- 1997: Przodem do tyłu jako Tom Halliwell
- 1998: Rudolf czerwononosy renifer jako niedźwiedź polarny Leonard (głos)
- 2003: Legalna blondynka 2 jako Sid Post
- 2003: Elf jako tato Elf (głos)
- 2004: Bibliotekarz: Tajemnica włóczni (TV) jako Judson
- 2006: Bibliotekarz II: Tajemnice kopalni króla Salomona (TV) jako Judson
- 2008: Bibliotekarz III: Klątwa kielicha Judasza (TV) jako Judson
- 2011: Szefowie wrogowie jako Lou Sherman
- 2023: Było sobie studio jako Bernard (głos)

### Seriale
- 1960–1962: The Ed Sullivan Show jako komik
- 1963: Alfred Hitchcock przedstawia jako Gerald Swinney
- 1963: The Judy Garland Show jako gość
- 1980, 1995: Saturday Night Live jako gospodarz
- 1994: Murphy Brown jako dr Robert „Bob” Hartley
- 1996: Simpsonowie – w roli samego siebie (głos)
- 2001: Mad TV jako psychoterapeuta
- 2003: Ostry dyżur jako Ben Hollander
- 2005: Gotowe na wszystko jako Morty Flickman
- 2011: Agenci NCIS jako dr Walter Magnus (gościnnie: sezon 8, odcinek 12)
- 2013–2018: Teoria wielkiego podrywu jako Arthur Jeffries / prof. Proton
- 2014: The Late Late Show with Craig Ferguson jako sekretarz / on sam
- 2014–2017: Bibliotekarze jako Judson
- 2015: Rozpalić Cleveland jako Bob Sr.
- 2017–2020: Młody Sheldon jako Arthur Jeffries / prof. Proton